# Vitali Makarov
Pour les articles homonymes, voir Makarov.
Vitali Makarov, né le 23 juin 1974, est un judoka russe qui s'illustre dans la catégorie des poids légers (moins de 73 kg).

## Biographie
Vitali Makarov se révèle en 1994 en remportant le titre mondial junior avant de commencer à s'illustrer chez les séniors cinq années plus tard. En effet, après un podium européen à Birmingham il réalise la performance de décrocher la médaille d'argent aux mondiaux en n'échouant qu'en finale face à l'expérimenté judoka américain James Pedro. Deux années plus tard, il décroche cette fois-ci la médaille d'or en triomphant du Japonais Yusuke Kanamaru. Un an avant l'échéance olympique, le Russe décroche une nouvelle médaille mondiale au Japon. Pour sa première participation olympique, il parvient à se qualifier pour la finale en battant notamment le Brésilien Leandro Guilheiro et le Français Daniel Fernandes mais bute lors du combat pour la médaille d'or sur le Sud-coréen Lee Won-Hee. Il décroche néanmoins l'une des cinq médailles remportées par la Russie lors de ces Jeux olympiques.

## Palmarès

### Jeux olympiques
- Jeux olympiques 2004 à Athènes (Grèce) :
  -  Médaille d'argent dans la catégorie des poids léger (-73 kg).

### Championnats du monde
- Championnats du monde 1999 à Birmingham (Royaume-Uni) :
  -  Médaille d'argent dans la catégorie des poids léger (-73 kg).
- Championnats du monde 2001 à Munich (Allemagne) :
  -  Médaille d'or dans la catégorie des poids léger (-73 kg).
- Championnats du monde 2003 à Osaka (Japon) :
  -  Médaille de bronze dans la catégorie des poids léger (-73 kg).

### Championnats d'Europe
| Catégorie/Année      | 1998 | 1999 | 2000 |
| -------------------- | ---- | ---- | ---- |
| poids léger (-73 kg) | 5e   | 3e   | 2e   |